# HAVE QUICK
HAVE QUICK американская система военной УКВ радиосвязи обычно применяемая в ВВС. Диапазон частот 225-400 МГц. Используется амплитудная модуляция. Радиостанции могут работать как в режиме ППРЧ, так и в режиме фиксированной настройки частоты. 
На первом этапе (1970 - 1980 года) радиостанции HAVE QUICK обеспечивали сравнительно низкую скорость перестройки ППРЧ (около 10 скачков/с).
На втором этапе (1980 - 1990 года) система HAVE QUICK II обеспечила достаточно высокую скоростью перестройки ППРЧ (до 1000 скачков/с), а также уменьшение шага сетки частот с 25 до 6,5 кГц. Радиостанции HAVE QUICK II начали поступать на вооружение ВВС США и НАТО с 1987 г.
В радиостанциях HAVE QUICK адресная группа частот для ППРЧ получила название "слово дня" (WOD Word-of-Day). Одно и то же "слово дня" может использоваться несколько суток. Ввод "слова дня" в ОЗУ радиостанции осуществляется до взлета авиации. Для реализации режима ППРЧ дополнительно используется время запуска генератора, названное "время дня" (TOD Time-of-Day). Информация о "времени дня" также вводится вручную оператором с панели управления после включения радиостанции. В обычной обстановке связь ВВС поддерживается в режиме фиксированной настройки частоты. Переход в режим ППРЧ предусмотрен в случае угрозы применения организованных помех.
Современные военные JTRS радиостанции США имеют режим совместимости с радиостанциями HAVE QUICK II.